# Baudouin de Rama
Baudouin, seigneur de Rama, mort en 1138
Il apparaît dès 1106, où il est châtelain de Rama et tient la ville et le territoire environnant. En 1126, cette seigneurie devint vassal du comté de Jaffa, qui fut ensuite confisquée par le roi.
Son origine n'est pas connue. Allan V Murray, dans the Crusader Kingdom of Jerusalem, a dynastic history 1099-1125 précise qu'il peut être identifié avec Baudouin de Hestrut, un chevalier flamand qui est cité en Terre Sainte entre 1102 et 1105. S'il reçut Rama en 1106, et du fait du changement de patronyme, cela expliquerait la disparition de Baudouin de Hestrut dans les documents à partir de 1105.
De son épouse Étiennette de Naplouse, il eut :
- Rénier de Rama ;
- Helvis de Rama, mariée en 1120 à Balian d'Ibelin, puis en 1151 à Manassès de Hierges, connétable du royaume de Jérusalem.